# Nicetas (filho de Sarbaro)
Nicetas (em grego: Νικήτας; romaniz.: Nikétas) foi um oficial bizantino de origem persa do século VII, ativo durante o reinado do imperador Heráclio (r. 610–641).

## Vida
Nicetas era filho do general Sarbaro. Em 626, durante a guerra entre o Império Bizantino e a Pérsia, seu pai desertou o xá Cosroes II (r. 590–628). Em 629/630, Nicetas foi feito patrício por Heráclio, a quem já havia conhecido na Mesopotâmia central quando ele e seu irmão serviram como reféns virtuais. Nicetas foi incumbido por seu pai com o envio das relíquias sagradas para Constantinopla: primeiro a esponja e a Vera Cruz, que chegaram na capital em 14 de setembro, e então a lança do destino, que chegou em 28 de setembro. A entrega das relíquias foi um sinal da aliança entre Heráclio e Sarbaro e seu filho Nicetas. Em 630, Sarbaro usurpou o trono em Ctesifonte. É possível que Nicetas tenha se convertido ao cristianismo por esta época e recebeu, conforme descrito por Sebeos, garantias de apoio de Heráclio para sua ascensão ao trono persa como sucessor de seu pai, numa manobra de Heráclio para converter a Pérsia com sua ascensão. Nicetas, contudo, fugiu da corte de Ctesifonte após o assassinato de seu pai em 9 de julho de 630 e dirigiu ao Império Bizantino.
Em 636, recebeu um comando militar no Oriente, onde uniu forças com Vaanes e Teodoro Tritírio em Emesa e moveu-se contra os árabes invasores, mas foram derrotados na Batalha de Jarmuque de 20 de agosto de 636. Nicetas sobreviveu a derrota e recebeu permissão para se retirar para Emesa, mas então tentou fazer sua paz com o califa Omar (r. 634–644), oferecendo a submissão da Pérsia aos árabes. Omar, contudo, não confiou nele e executou-o. Para Walter Kaegi, a omissão das fontes islâmicas posteriores quanto a qualquer tipo de acordo entre Heráclio e Sarbaro no sentido de garantir a posição daquele e de seu filho no trono persa, bem como o relato da execução de Nicetas por Omar, indicam o desejo dos árabes em suprimir qualquer memória do acordo.